# 山下達郎のオールナイトニッポン
『山下達郎のオールナイトニッポン』は、1976年1月8日から9月までニッポン放送で放送されていた深夜のラジオ番組である。パーソナリティは山下達郎。

## 放送時間
1976年3月までは水曜2部(27:00-29:00、正確には木曜3:00-5:00)、それ以降は番組終了まで月曜2部(同じく、正確には火曜の早朝)の枠で放送されていた。
2022年6月21日に、オールナイトニッポン55周年記念特番として、「山下達郎のオールナイトニッポンGOLD」が放送された。オールナイトニッポンの出演は46年ぶり。翌年2月18日に『オールナイトニッポン55周年記念 オールナイトニッポン55時間スペシャル』の一環として『山下達郎と上柳昌彦のオールナイトニッポン』が放送された。

## エピソード
- 放送時期は山下が組んでいたバンド、シュガー・ベイブの解散前後かつ『NIAGARA TRIANGLE Vol.1』の発売前後にあたり、彼にとってソロデビューを果たす前である(『CIRCUS TOWN』の発売は番組終了後の1976年12月25日)。
- 9ヶ月でシュガー・ベイブ特集を組むという伝説を残した番組としても知られる。
- 1976年3月26日（27日未明）には、年度替わりによる編成の切り替えの都合[1]もあり、特別に第1部のパーソナリティーを担当し、山下と縁のある音楽家に突然電話してリクエストしてもらうコーナーを企画した。その中には裏番組であるTBSラジオ『パック・イン・ミュージック』土曜日（金曜深夜）を担当していた山本コウタローにまで電話リクエストを行わせている[2]。
- 山下は「選曲の自由が無く、ディレクターがフジパシフィックの管理楽曲やビートルズの曲ばっかりかけるので嫌だった」と、『高田文夫のラジオビバリー昼ズ』でゲスト出演したときに語っている。
- ビーチ・ボーイズの当時の全アルバム全曲を4か月かけてオンエアしたが、毎週ディレクターに怒られて半年でクビになったと語っている（『サンデー・ソングブック』1997年11月9日放送分）。
- 前述したように、2023年2月18日『オールナイトニッポン55周年記念 オールナイトニッポン55時間スペシャル』の一環として『山下達郎と上柳昌彦のオールナイトニッポン』が放送され、この中で山下は、『山下達郎のオールナイトニッポン』の番組内の選曲がマニアックすぎたがために、当時のオールナイトニッポンのプロデューサーから「10曲かけるなら7曲は誰でも知っている曲をかけて欲しい」と注意されたが、山下自身は「僕はミュージシャンなんです。自分がかける曲は自分のミュージシャンとしてのアイデンティティだ」と主張した上で、前述したようにビーチ・ボーイズの当時の全アルバム全曲を放送したというエピソードを披露した[3]。